# 18 (număr)
18 (optsprezece) este un număr natural, succesor al numărului 17 și predecesor al numărului 19.

## În matematică
- Este un număr compus.[1]
- Este un număr abundent.[2][3]
- Este divizibil cu numerele 2, 3, 6, 9.
- Este un număr harshad în baza 10.[4]
- Este un număr semiperfect.[5]
- Este un număr Lucas.[6]
- Este un număr heptagonal.[7]
- Este un număr piramidal pentagonal.[8]
- Este un număr practic.[9][10]
- Este un număr refactorabil, deoarece este divizibil cu 6, numărul său de divizori.[11]
- Este un număr rotund.[12][13]